# Stéphane Lissner

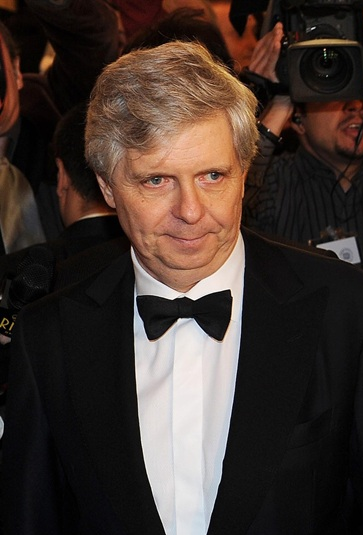

Stéphane Lissner (París, 23 de enero de 1953) es un director de ópera francés.
Lissner nació y estudió en París. Su primer cargo dentro del mundo teatral lo obtuvo en 1977, con la dirección del Centre dramatique d’Aubervilliers. Posteriormente, de 1978 a 1983 fue codirector del Centre dramatique del Teatro Nacional de Niza. Entre 1984 y 1987 dirigió el evento cultural Printemps du théâtre e impartió la asignatura "Dirección de instituciones culturales" en la Universidad Paris-Dauphine. En 1983 entró en el Consejo de Administración del Teatro del Châtelet de París. De 1988 a 1997 fue director general de ese teatro, y desde 1994 ostentó el mismo cargo en la Orquesta de París, en el periodo en que la Orquesta tuvo allí su sede. Desde 1995 fue director Artístico del Teatro Real de Madrid, cargo del que fue relevado en 1997, antes de la inauguración del teatro.
En 1998 tomó la dirección del Festival de Aix-en-Provence, que compartió hasta 2005 con la del Théâtre des Bouffes du Nord de París, y desde 2008 con la del Théâtre de la Madeleine. En 2006 dejó la dirección de Aix para convertirse en director artístico y sovrintendente del Teatro alla Scala de Milán.
En octubre de 2012 fue nombrado para suceder a Nicolas Joël en la dirección de la Ópera Nacional de París, cargo que comenzó a ejercer en verano de 2014, tras dejar la dirección de la Scala.
En 2019 dejó fue nombrado director artístico y sovrintendente del Teatro San Carlo de Nápoles